# Troglocyphoniscus osellai
Troglocyphoniscus osellai là một loài chân đều trong họ Trichoniscidae. Loài này được Caruso miêu tả khoa học năm 2000.